# Lobelia collina
Lobelia collina är en klockväxtart som beskrevs av Carl Sigismund Kunth. Lobelia collina ingår i släktet lobelior, och familjen klockväxter. IUCN kategoriserar arten globalt som starkt hotad.
Artens utbredningsområde är Ecuador. Inga underarter finns listade i Catalogue of Life.